# Daršana
Daršana je u hinduističkoj religiji viđenje nekoga povoljnog božanstva, osobe ili predmeta. Doživljaj za rezultat ima blagoslov gledatelja. Rhatrayatras, u kojem se slike bogova nose neće biti u mogućnosti ući u hram da dobiju daršana božanstva. Snagu daršana može dati i guru svojim sljedbenicima, ovisno o predmetu kojim vlada i objektu štovanja. Daršana se u indijskoj filozofiji odnosi na različite sustave, ovisne o načinu tumačenja stvari i svaki s posebnim prikazom svetih knjiga Veda. U tradicionalnom štovanju ima šest takvih daršana, a u drugim religijama postoje i druge daršane, npr. u budizmu, jainizmu (đinizmu) itd.